# オオトノヂ・オオトノベ

天地開闢 [//upload.wikimedia.org/wikipedia/commons/b/b5/Japanese Primordial Deities-ja.svg SVGで表示（対応ブラウザのみ）

オオトノヂ（歴史的仮名遣：オホトノヂ／現代仮名遣い：オオトノジ、意富斗能地、大戸之道）・オオトノベ（歴史的仮名遣：オホトノべ、大斗乃弁、大戸之部）は、日本神話に登場する神である。オオトマヒコ（大戸摩彦、大苫彦）・オオトマヒメ（大戸摩姫、大苫姫）ともする。

## 概要
『古事記』では兄を意富斗能地神、妹を大斗乃弁神、『日本書紀』では兄を大戸之道尊、妹を大戸之部尊、『先代旧事本紀』では兄を大苫彦尊、妹を大苫姫尊と表記する。
『古事記』において神世七代の第五代の神々とされ、兄意富斗能地神が男神、妹大斗乃弁神が女神である。
神名は大地が完全に凝固した時を神格化したとする説があり、「地」は男性、「弁」は女性の意味である。「オホト」には諸説あるが、男女の性器と考えられる。なぜならば、神話ではこの二神に続き、まず地面または体が不備なく整った淤母陀流神・阿夜訶志古泥神が現れ、次に出現した伊邪那岐・伊邪那美二神の国生みにより国土（大八嶋国）が誕生する。その際、二神による交合が行われたおり、ここに男女の形態、身体の特徴と交合・出産の可能性を象徴する性器のイメージを見るのが自然だからである。
意富斗能地神の「意富」は「大」で美称、「斗」は「門・戸」で集落の狭い通路、「能」は格助詞、「地」は「父親」で男性の親称と解し、名義は「偉大な門口にいる父親」と考えられる。また大戸乃弁神の「大戸乃」までは意富斗能地神と同じで、「弁」は「女」（め）の転と解し、名義は「偉大な門口の女」と考えられる。
上記の神名から集落の狭い通路には防壁の守護神がいるとされ、それを祀ってきたと考えられる。

## 名称
| 書名                 | 1組                        | 2組                                                  | 3組                                                      | 4組                              | 5組                                | 6組                  | 7組                  | 8組              | 9組              |
| -------------------- | -------------------------- | ---------------------------------------------------- | -------------------------------------------------------- | -------------------------------- | ---------------------------------- | -------------------- | -------------------- | ---------------- | ---------------- |
| 古事記（男神）       | 宇比地邇神                 | 角杙神                                               | 意富斗能地神                                             | 淤母陀流神                       | 伊邪那岐神                         |                      |                      |                  |                  |
| 古事記（妹）         | 須比智邇神                 | 活杙神                                               | 大斗乃辧神                                               | 阿夜訶志古泥神                   | 伊邪那美神                         |                      |                      |                  |                  |
| 日本書紀本書（男神） | 泥土煮尊                   | 大戸之道尊（一云大戸之邊。亦云大戸摩彦尊・大富道尊） | 面足尊                                                   | 伊奘諾尊                         |                                    |                      |                      |                  |                  |
| 日本書紀本書（妹）   | 沙土煮尊                   | 大苫邊尊（大戸摩姫尊・大富邊尊）                     | 綾惶根尊（吾屋惶根尊・忌橿城尊・青橿城根尊・吾屋橿城尊） | 伊奘冉尊                         |                                    |                      |                      |                  |                  |
| 先代旧事本紀（男神） | 角樴尊（角龍魂尊）         | 泥土煮尊（泥土根尊）                                 | 大苫彦尊（大戸之道・大富道・大戸摩彦）                   | 青橿城根尊（沫蕩尊・面足尊       | 伊弉諾尊                           |                      |                      |                  |                  |
| 先代旧事本紀（妹）   | 活樴尊                     | 沙土煮尊（沙土根尊）                                 | 大苫邊尊（大戸之邊・大富邊・大戸摩姫）                   | 吾屋橿城根尊（惶根尊・蚊鴈姫尊） | 伊弉冉尊                           |                      |                      |                  |                  |
| 先代旧事本紀         | 天三降尊                   | 天合尊（天鏡尊）                                     | 天八百日尊                                               | 天八十萬魂尊                     | 高皇產靈尊（亦名、高魂尊・高木命） |                      |                      |                  |                  |
| 天書（男神）         | 泥土根（以下、尊の字なし） | 大苫彦                                               | 面足彦                                                   | 伊弉諾尊（尊の字あり）           |                                    |                      |                      |                  |                  |
| 天書（女神）         | 沙土根                     | 大苫姫                                               | 橿城姫                                                   | 伊弉冊尊                         |                                    |                      |                      |                  |                  |
| 天書紀（男神）       | 泥土野尊                   | 大家宅尊                                             | 懐寝尊                                                   | 伊弉諾尊                         |                                    |                      |                      |                  |                  |
| 天書紀（女神）       | 砂土野尊                   | 大衣見尊                                             | 根心尊                                                   | 伊弉冊尊                         |                                    |                      |                      |                  |                  |
| 上記（男神）         | うイぢにのみこと           | つぬぐイのみこと                                     | おおとのぢのみこと                                       | おもだるのみこと                 | おおとぢのみこと                   | あをかしきねのみこと | あまのかかみのみこと | あわなぎのみこと | いざなぎのみこと |
| 上記（妹）           | すイぢにのみこと           | いくぐイのみこと                                     | おおとのべのみこと                                       | あやかしこねのみこと             | おおとべのみこと                   | あゆかしきねのみこと | あめのよろづのみこと | あわなみのみこと | いざなみのみこと |
| 宋史日本傳（男神）   | 角龔魂尊                   | 汲津丹尊                                             | 面垂見尊                                                 | 國常立尊                         | 天鑑尊                             | 天萬尊               | 沫名杵尊             | 伊弉諾尊         |                  |

## 祀る神社
- 宅宮神社（徳島県徳島市上八万町）
- 波須波神社(島根県出雲市佐田町下橋波172番地)
- 物部神社　境内　神代七代社（島根県大田市川合町）
- 忌部神社（島根県松江市東忌部町）
- 穂見諏訪十五所神社（山梨県北杜市長坂町）
- 二荒山神社　境内　十二社（栃木県宇都宮市馬場通り）
- 熊野速玉大社（和歌山県新宮市新宮）

### 参考図書
- 西宮一民 校注『古事記』新潮社〈新潮日本古典集成（新装版）〉、2014年10月30日。ISBN 978-4-10-620801-0。